# آریاتس
آریاتس یکی از فرماندهان نظامی ایران هخامنشی بود. تاریخ‌نگاران یونانی در چندین جا نامی از او به میان آورده‌اند.